# 茨城県道253号水戸枝川線

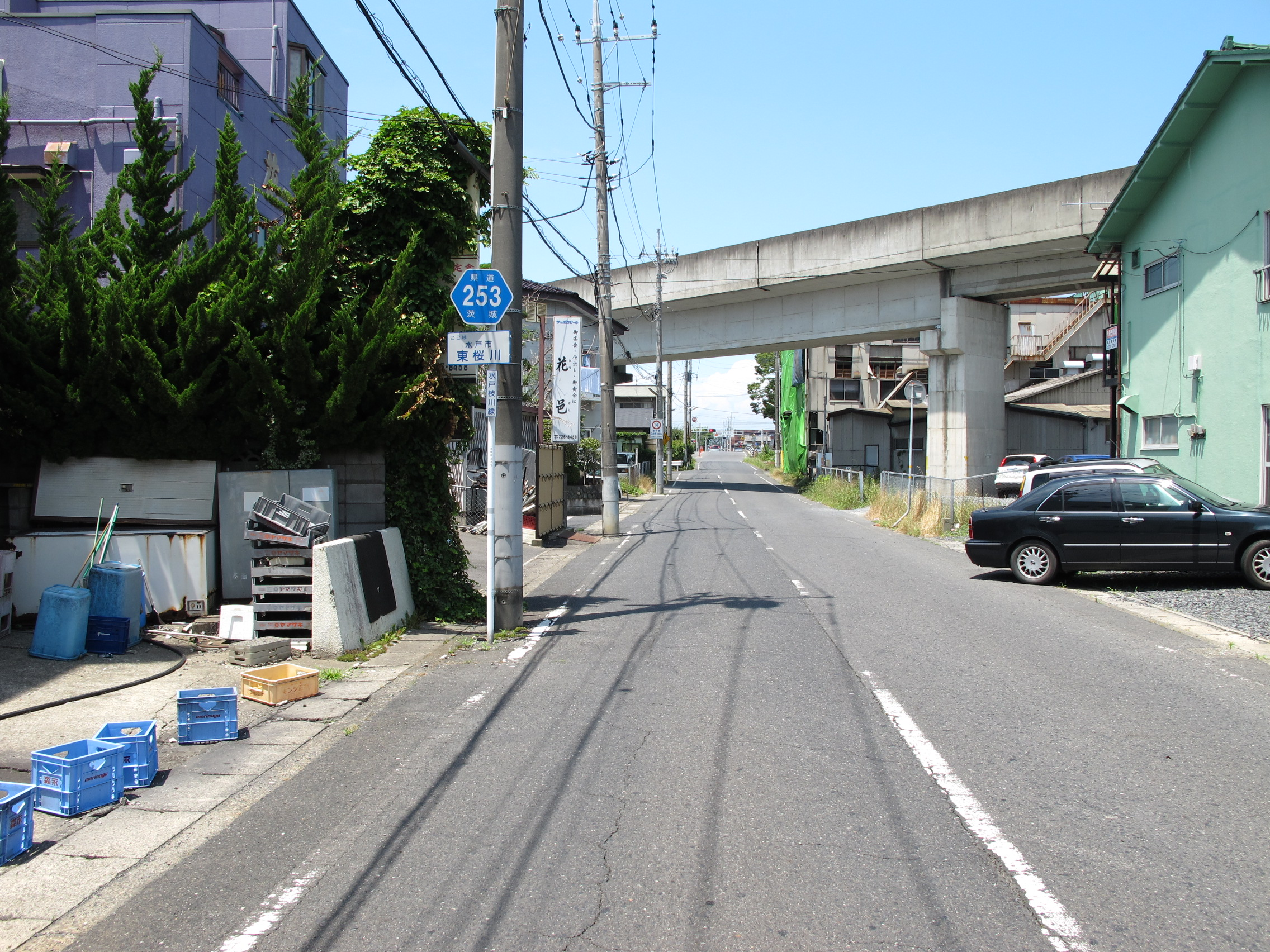
茨城県道253号水戸枝川線
水戸市東桜川（2011年7月）

茨城県道253号水戸枝川線（いばらきけんどう253ごう みとえだかわせん）は、茨城県水戸市とひたちなか市とを結ぶ県道である。

## 概要
水戸市東桜川2丁目の国道51号・東桜川交差点より市街地を縦断して那珂川に架かる寿橋で渡り、同市枝川の茨城県道63号水戸勝田那珂湊線・卸売市場交差点まで結ぶ延長約3キロメートル (km) の路線。起点付近は茨城県道174号小泉水戸線と一部重複、終点付近で茨城県道232号市毛水戸線と一部重複する。水戸市側の経路の途中（城東5丁目 - 城東4丁目間）の約320メートル (m) 区間は県道の指定がなされておらず、この区間の水戸市道を通ることで起点終点を往来できる。江戸時代は岩城相馬街道、明治時代初期の陸前浜街道を経て1932年（昭和7年）まで国道6号の一部であった。

### 路線データ
- 起点：水戸市東桜川2丁目地先（国道51号分岐＝「東桜川」交差点）[2]
- 終点：ひたちなか市枝川字ざんざ町2473番地（茨城県道63号水戸勝田那珂湊線交点＝「卸売市場入口」交差点）[2]
- 総延長：2.149 km[3]
- 重用延長：なし[3]
- 未供用延長：なし[3]
- 実延長：2.149 km[3]
- 自動車交通不能区間延長[注釈 1]：なし[3]

## 歴史
1994年（平成6年）4月1日、前身にあたる一般県道中河内青柳曲尺手線（なかがち あおやぎ かぎのてせん、整理番号233）は、同県道の一部（水戸市中河内町 - 勝田市枝川）が主要地方道水戸勝田那珂湊線へ昇格・統合による路線認定に伴い同時廃止され、那珂川を寿橋で渡る県道中河内青柳曲尺手線の残存区間は、起点が水戸市東桜川町（現水戸市東桜川）（国道51号分岐）、終点を勝田市枝川字ざんざ町（県道水戸勝田那珂湊線交点）とする新たな一般県道として水戸枝川線（整理番号428）が路線認定された。翌1995年（平成6年）、整理番号253へ変更され現在に至る。那珂川を渡る寿橋（ことぶきばし）は1912年（大正元年）に竣工されたが1998年（平成10年）8月台風による那珂川の増水で橋は流失、そのため500m上流側に新たな橋と取り付け道路を建設することとなった。工事は翌年の1999年（平成11年）に着工され、2009年（平成21年）3月23日に開通し、11年ぶりに復旧となった。

### 年表
- 1959年（昭和34年）10月14日：本路線の前身にあたる県道中河内青柳曲尺手線（水戸市中河内町 - 水戸市曲尺手町、図面対照番号176）が路線認定される[7]。
- 1994年（平成6年）4月1日
  - 水戸枝川線（整理番号428）として県道路線認定[8]。
  - 道路の区域は、水戸市東桜川町国道51号分岐から勝田市枝川県道水戸勝田那珂湊線交点までに決定する[2]。
  - 同時に、県道中河内青柳曲尺手線が廃止される[4]。
- 1995年（平成7年）3月30日：整理番号428から現在の番号（整理番号253）に変更される[9]。
- 2003年（平成15年）7月24日：水戸市城東5丁目 - （那珂川） - ひたちなか市枝川までバイパスを新設する道路区域（0.499 km+1.575 km）が決定[10]。
- 2009年（平成21年）3月23日：ひたちなか市枝川（那珂川左岸 - 県道232号交点）の旧道（480m）が指定解除され、ひたちなか市道へ降格[11]。
- 2009年（平成21年）3月27日：水戸市城東（城東4丁目交差点） - ひたちなか市枝川（県道232交点）の寿橋を含む新道（約0.9 km）を供用開始[12]。
- 2009年（平成21年）4月2日：水戸市城東5丁目（ - 那珂川右岸）の現道（584m）が指定解除され、水戸市道へ降格[13]。

## 路線状況

### 重複区間
起点付近が県道小泉水戸線、終点付近が県道市毛水戸線とそれぞれ重用する。
- 茨城県道174号小泉水戸線（水戸市東桜川・起点「東桜川」交差点 - 水戸市東桜川、225m）[2]
- 茨城県道232号市毛水戸線（ひたちなか市大字枝川 - ひたちなか市枝川・終点「卸売市場入口」交差点）[2]

### 道路施設
- 寿橋（那珂川、水戸市城東 - ひたちなか市枝川）
那珂川河口から約11.0 kmの位置にある橋長383 m、幅14.5 mの桁橋。鉄鋼製の主桁を橋台と6本の橋脚で支える構造で、車道と歩道が2車線確保されている。現在の橋は、1998年の「平成10年8月末豪雨」における那珂川水害で流失した初代（1912年）から、約500m上流の位置に治水事業の一環で架け替えられた2代目で、2007年（平成19年）12月竣工し、2009年（平成21年）に前後の道路を含めて開通している[5][6]。
初代の寿橋は、陸前浜街道の途上にある那珂川最初の大きな木造橋（全長192.5 m）として1912年（大正元年）に完成し、角材の上に鋳物を乗せた当時としては近代的な橋として地域住民から歓迎されて脚光を浴び、荷馬車や路線バスも盛んに往来した[14]。昭和末期まで那珂川に架かる最後の木橋として地元民に親しまれてきたが、老朽化が目立ち通行車両も3トンまでに制限されていた[14]。このため、1984年（昭和59年）から1986年（昭和61年）にかけて橋桁と橋脚の一部を鉄とコンクリート製にして舗装するなどの全面改修が施されて通行車両も6トンまで緩和されたが[14]、1998年（平成10年）の水害で流失した。

## 地理

### 通過する自治体
- 茨城県
  - 水戸市 - ひたちなか市

### 交差する道路
- 茨城県道174号小泉水戸線
- 茨城県道232号市毛水戸線

### 沿線
- 茨城交通
- 桜川
- 水戸市民運動場
- 那珂川